# Kazimierz Korus
Kazimierz Korus (ur. 2 czerwca 1944 w Krakowie) – polski filolog klasyczny, hellenista, profesor doktor habilitowany.
Wykładowca Uniwersytetu Jagiellońskiego, uczeń m.in. Tadeusza Sinki i Władysława Madydy. Specjalizuje się w historii i teorii literatury greckiej, zwłaszcza satyry, dramatu oraz teorii starożytnego systemu nauczania. Zajmuje się również poklasyczną wymową i antyczną krytyką literacką. Jest autorem m.in. prac poświęconych Plutarchowi z Cheronei, tłumaczem jego dzieł oraz współautorem podręcznika do nauki języka greckiego "Hellenike Glotta". W 1980 brał udział w tworzeniu klasy o profilu klasycznym w I LO im. B. Nowodworskiego w Krakowie. Przez wiele lat uczył w niej języka greckiego. Kawaler Zakonu Rycerskiego Grobu Bożego w Jerozolimie.

## Publikacje
- Program wychowawczy Plutarcha z Cheronei, Kraków 1978.
- Poetyka Lukiana z Samosat. Kryteria oceny i wartościowania, Rozprawy habilitacyjne Nr 71, Uniwersytet Jagielloński, Kraków 1982.
- Die Griechische Satire. Die theoretischen Grundlagen und Ihre Anwendung auf Homers Epik, Kraków 1991.
- Grecka proza poklasyczna, Kraków 2003.